# 中共海丰县第八区委旧址
中共海丰县第八区委旧址，位于中国广东省汕尾市城区红草镇青草墟，为汕尾市的一个市、县级文物保护单位，类型为近现代重要史迹及代表性建筑，公布时间为1963年。
中共海丰县第八区委旧址的历史年代为民国。